# Alien Weaponry
Az Alien Weaponry új-zélandi thrash/groove metal együttes.

## Története
2010-ben alakult Auckland-ben. Henry de Jong dobos-gitáros és Lewis de Jong énekes alapította, akik abban az időben nyolc és tíz évesek voltak. Nevüket a "District 9" című filmből kapták, és Waipu városába helyezték át székhelyüket. 2013-ban Ethan Trembath basszusgitáros csatlakozott az együtteshez. Angol és maori nyelven énekelnek. Eddig egy nagylemezt jelentettek meg, 2018-ban, a Napalm Records gondozásában. 2019-ben egy tíz részből álló dokumentumfilmet készítettek a zenekar európai turnéjáról. 2019 júliusában Magyarországon is felléptek a Dürer Kertben.

## Tagok
- Henry de Jong - dob, vokál
- Lewis de Jong - gitár, ének
- Ethan Trembath - basszusgitár, vokál

## Diszkográfia
- Tū (album, 2018)
- Tangaroa (album, 2021)